# Plasmon
Inom fysiken  är en plasmon ett kvantum av plasmaoscillation. Plasmonen är en kvasipartikel, som härrör från kvantisering av svängningar i ett plasma, precis som fotoner och fononer är kvantiseringar av elektromagnetisk respektive mekanisk vågrörelse, (fast fotonen är en elementarpartikel - inte en kvasipartikel). Plasmoner är alltså kollektiva oscillationer av den fria elektrongasens densitet, exempelvis vid optiska frekvenser. Plasmoner kan koppla till en foton och skapa en annan kvasipartikel, som kallas plasmapolariton.
Eftersom plasmoner är kvantisering av klassiska plasmasvängningar, kan de flesta av deras egenskaper härledas direkt från Maxwells ekvationer.
Plasmonens energi betecknas i fria elektronmodellen som
{\displaystyle E_{p}=\hbar {\sqrt {\frac {ne^{2}}{m\epsilon _{0}}}}=\hbar \cdot \omega _{p},}
där {\displaystyle n} är elektrontätheten, {\displaystyle e} är elementarladdningen, {\displaystyle m} är elektronens massa, {\displaystyle \epsilon _{0}} är permittiviteten i vakuum,  {\displaystyle \hbar } är h-streck and {\displaystyle \omega _{p}} är plasmonfrekvensen.